# Robert Stephen Dehler
Robert Stephen Dehler CR (ur. 26 grudnia 1889 w St. Agatha, zm. 26 sierpnia 1966) – kanadyjski duchowny rzymskokatolicki, zmartwychwstaniec, misjonarz, prefekt i wikariusz apostolski Bermudów.

## Biografia
19 grudnia 1916 otrzymał święcenia prezbiteriatu i został kapłanem Zgromadzenia Zmartwychwstania Pana Naszego Jezusa Chrystusa.
7 maja 1954 papież Pius XII mianował go prefektem apostolskim Bermudów. 
28 stycznia 1956 prefektura apostolska Bermudów została podniesiona do rangi wikariatu apostolskiego. O. Dehler tym samym został mianowany wikariuszem apostolskim oraz biskupem tytularnym Clazomenae. 19 marca 1956 przyjął sakrę biskupią z rąk delegata apostolskiego w Wielkiej Brytanii, biskupa Savannah-Atlanty Geralda Patricka Aloysiusa O’Hary. Współkonsekratorami byli arcybiskup Kingston Joseph Anthony O’Sullivan oraz biskup Hamilton Joseph Francis Ryan.
Jako ojciec soborowy wziął udział w soborze watykańskim II (z wyjątkiem drugiej sesji). Urząd wikariusza apostolskiego pełnił do śmierci 26 sierpnia 1966.